# 上庸郡
上庸郡，是中國东汉到南北朝的一个郡。
汉献帝建安年间，分汉中郡设置。治所在上庸县（今湖北省竹山县西北）。汉末，因被刘备派刘封、孟达攻打，权臣曹操所设的上庸太守申耽投降。曹魏初年，魏将夏侯尚攻取上庸。魏文帝合房陵、上庸等郡设立新城郡，后又分其西部设立上庸郡。西晋时，管辖今湖北省竹溪县、竹山县，陕西省平利县地区。梁朝时，废除上庸郡。